# Wiener Neustadt
Wiener Neustadt (Hongaars: Bécsújhely, Slowaaks: Videnské Nové Mesto, Beiers: Wiena Neistådt) is een zelfstandige stad (Statutarstadt) in de Oostenrijkse deelstaat Neder-Oostenrijk, gelegen in het district Wiener Neustadt-Land. De gemeente heeft ruim 40.000 inwoners en is daarmee de op-één-na grootste gemeente van Neder-Oostenrijk, na St. Pölten. Het heeft een stedenbond met Sopron. 

## Geografie
Wiener Neustadt is een van de belangrijkste vervoersknooppunten van Oostenrijk, met een combinatie van belangrijke snelwegen en spoorwegen.
Wiener Neustadt heeft een oppervlakte van 60,96 km². Het ligt in het noordoosten van het land, ten zuiden van de hoofdstad Wenen.

## Industrie
Een belangrijk industrieconcern in Wiener Neustadt is de lingeriefabriek van Triumph. Daarnaast bevindt zich op de luchthaven van Wiener Neustadt de vliegtuigfabriek van Diamond Aircraft Industries

## Sport
In 2010 was Wiener Neustadt een van de vijf speelsteden tijdens het EK handbal (mannen).

## Kerkgeschiedenis
Wiener Neustadt was van 1476 tot 1785 de zetel van een bisdom. In 1785 werd de zetel van dit bisdom in het kader van de hervormingen van keizer Jozef II (zie jozefinisme) verplaatst naar St. Pölten en werd het bisdom Wiener Neustadt opgeheven. De laatste bisschop van Wiener Neustadt, Hendrik Jan Kerens, werd zo de eerste bisschop van St. Pölten. Het oostelijke deel van het bisdom Wiener Neustadt kwam bij het bisdom Wenen. Het westelijke deel van Neder-Oostenrijk werd het bisdom St. Pölten.
De Oostenrijkse militaire ordinarius (legerbisschop) is titulair bisschop van Wiener Neustadt.

## Bekende inwoners van Wiener Neustadt

### Geboren
- Maximiliaan I (1459–1519), keizer van het Heilige Roomse Rijk
- Albrecht van Oostenrijk (1559–1621), landvoogd van de Zuidelijke Nederlanden
- Wenceslaus van Oostenrijk (1561–1578), zoon van keizer Maximiliaan II
- Leopold Willem van Oostenrijk (1614–1662), landvoogd van de Zuidelijke Nederlanden
- Johann Baptist Schenk (1753–1836), componist en dirigent
- Josef Striczl (1871–1949), componist en dirigent
- Franz Reimspiess (1900–1979), ingenieur
- Ferry Porsche (1909–1998), technisch auto-ontwerper en ondernemer (zoon van Ferdinand Porsche sr.)
- Mimi Reinhardt (1915–2022), tijdens de Tweede Wereldoorlog secretaresse van Oskar Schindler
- Hermann Schreiber (1920–2014), historicus
- Herbert Tachezi (1930–2016), componist, organist en klavecimbelspeler
- Ernst Gundaccar von Wurmbrand-Stuppach (1946), hoofd adellijke familie
- Werner Schlager (1972), tafeltennisser
- Jürgen Panis (1975), voetballer
- Raphael Holzhauser (1993), voetballer
- Dominic Thiem (1993), tennisser
- Daniel Bachmann (1994), voetballer

## Trivia
Een eiland behorende tot Frans Jozefland in de Noordelijke IJszee is naar deze plaats genoemd: Wiener Neustadteiland.
- Biblioteca Nacional de España: XX6039407
- Gemeinsame Normdatei: 4066023-0
- Library of Congress Control Number: n80040800
- MusicBrainz: a80ef162-5c86-49bb-a2da-8049ab479f8a
- Nationale Bibliotheek van Tsjechië: ge574171
- Nationale Bibliotheek van Israël: 987007564217005171
- Nationale en Universitaire bibliotheek Zagreb: 000631249
- Virtual International Authority File: 157101697